# Jean Saint-Cyr
Pour les articles homonymes, voir Saint-Cyr.
Jean Saint-Cyr, né le 7 mars 1899 à Ambérieux-en-Dombes et mort le 15 février 1990 à Villars-les-Dombes, est un homme politique français.

## Biographie
Issu d'un milieu modeste (son père est agriculteur et sa mère couturière), Jean Saint-Cyr suit des études de vétérinaires à Lyon avant de commence à exercer à Villars-les-Dombes, en 1923.
Il a alors une intense activité locale : secrétaire du syndicat intercommunal d'électricité en 1927 (il en sera la président après la guerre), président de la société mutualiste de Villars en 1935.
Deux ans plus tard, il est élu conseiller municipal de cette commune. Actif dans la résistance, il est président du comité local de libération, maire par intérim, puis élu à ce poste en 1945.
En septembre 1945, il est élu conseiller général de l'Ain, dans le canton de Villars-les-Dombes, sous l'étiquette radicale-socialiste. En 1949, il sera élu président du conseil général. Dans le même temps, il est directeur de l'union mutualiste de l'Ain.
L'année suivante, il est élu sénateur, mandat qu'il conserve jusqu'en 1951. Au Conseil de la République, il présente un rapport sur le statut de la mutualité, sur les questions agricoles, mais aussi sur l'organisation de la profession de vétérinaire, et notamment la création d'un conseil de l'ordre.
Il devient d'ailleurs, en 1948, président du conseil national de l'ordre des vétérinaires, fonction qu'il exerce jusqu'en 1966. En 1951, il est élu député de l'Ain. Il est toujours actif sur les questions agricoles. Ainsi, il est rapporteur, en mars 1953, de la loi visant à lutter contre la fièvre aphteuse, et en 1954 de la loi sur l'enseignement agricole. Il n'est cependant pas réélu en 1956 et se consacre ensuite à ses mandats locaux.
Par arrêté préfectoral du 11 mars 1950 est créé le Syndicat intercommunal d'électricité de l'Ain. Jean Saint-Cyr, président fondateur, assura cette fonction jusqu'en 1983.
Il est candidat à la Troisième circonscription de l'Ain de 1958, il obtient la seconde position avec 23 % des voix et se qualifie au second tour où il finit également second avec 27 % des voix,. Il se représente aux élections de 1962 où il obtient la troisième position avec 20 % des voix et ne se qualifie pas au second tour,.

## Détail des fonctions et des mandats
Mandats locaux
- 1944 - 1977 : maire de Villars-les-Dombes
- 1945 - 1979 : conseiller général du canton de Villars-les-Dombes
- 1950 - 1983 : président du Syndicat intercommunal d'électricité de l'Ain (aujourd'hui appelé Syndicat intercommunal d'énergie et de e-communication de l'Ain)

Mandats parlementaires
- 8 décembre 1946 - 7 novembre 1948 : sénateur de l'Ain
- 1951 - 1956 : député de l'Ain